# Helmi

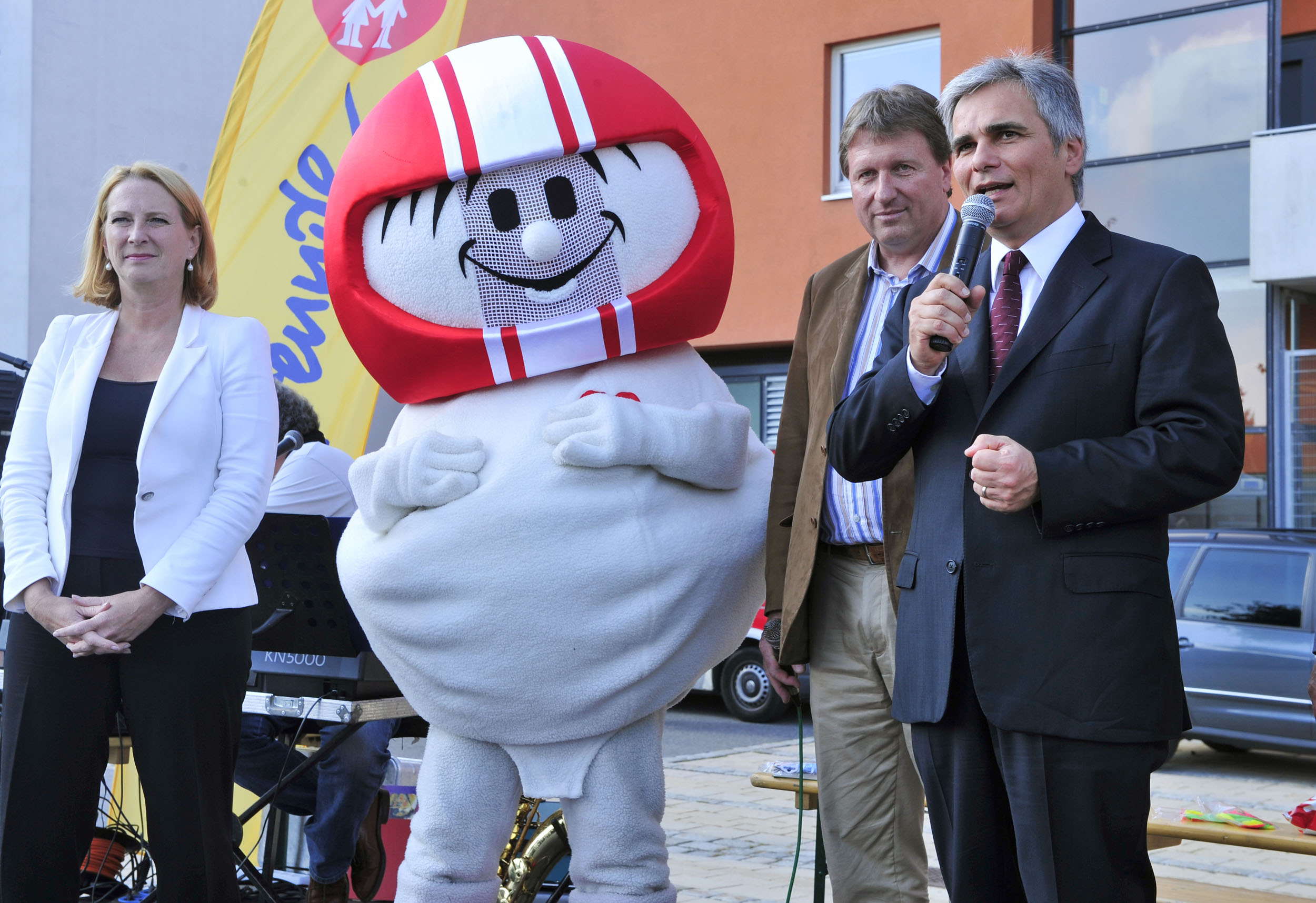
Helmi mit dem damaligen österreichischen Bundeskanzler Werner Faymann (rechts) und der damaligen Bundesministerin für Verkehr, Innovation und Technologie Doris Bures (2010)

Helmi ist eine in Österreich, der Schweiz und Teilen Bayerns sowie Baden-Württembergs populäre Puppenfigur. Seit 1980 hat sie in rund 1250 ORF-Fernseh-Sendungen (Quelle: ORF, Stand 2005) Tipps zum richtigen Verhalten im Straßenverkehr und anderen für Kinder wichtigen Lebensbereichen gegeben. Die Sendungen werden vom ORF gemeinsam mit dem Kuratorium für Verkehrssicherheit produziert.
Als didaktisches Hilfsmittel dienen unter anderem auch einprägsame Liedtexte (Hauptslogan: „Augen auf, Ohren auf, Helmi ist da“). Auftraggeber und verantwortlich für die Themen ist das Kuratorium für Verkehrssicherheit, welches das Ziel verfolgt, Kinder zu Vorsicht und Wachsamkeit aufzurufen, um Gefahrensituationen zu erkennen und zu meistern.
Geschaffen wurde die Puppe Helmi vom mittlerweile verstorbenen Arminio Rothstein. Christine Rothstein und das Team des Arlequin-Theaters sind für Puppen, Kulissen und Puppenspiel zuständig. Umgesetzt werden sämtliche Filme von der Pammer Film-Produktion.

## Geschichte
Die Idee zu Helmi – eine weiße, kugelige Figur mit sehr kurzen Armen und Beinen, die zur Hälfte in einem rot-weiß-roten Helm steckt – geht auf den ORF-Journalisten Franz Robert Billisich zurück, der die Figur 1979 zu Papier brachte. 1980 setzte Arminio Rothstein die Skizzen in eine im Fernsehen spielbare Puppe um. Auch nach über 30 Jahren ist noch das Original in Verwendung. Erster Helmi-Sprecher war Nachrichtensprecher Herbert Slavik (dessen Stimme elektronisch verfremdet wurde), 1985 wurde er von Alfons Haider abgelöst, dieser wiederum 1991 von Viktor Couzyn. Seit dessen Tod 2017 spricht Elmer Rossnegger, der seit 2002 auch als Regisseur fungiert, die Stimme von Helmi.
1982 bekam Helmi die Figur Karli Katastrofsky als Negativ-Beispiel zur Seite gestellt (Figur vom jungen Hademar „Hadschi“ Bankhofer gesprochen). 1988 kam der Hund Sokrates dazu, der bis 1990 ebenfalls von Hademar Bankhofer gesprochen wurde. Danach lieh ihm bis zu seinem Tod im Jahr 2013 Herby Stamm die Stimme. Seither ist Christian Hemelmayr als Sokrates zu hören.
Verantwortlich für die Drehbücher waren zunächst Robert Billisich und Britta Hellmann, ab 1988 Thomas Brezina und ab dem Jahr 2000 Stefan Fleming. Heute schreibt Chantal Schreiber die Drehbücher.
Auch Helmis Hilfsmittel haben sich im Lauf der Zeit geändert. So tauschte er seinen Heißluftballon Ende der achtziger Jahre gegen ein Raumschiff namens Schwuppodrom, das anlässlich des 25-jährigen Jubiläums generalüberholt wurde.
Seit Juni 2006 hat Helmi ein jüngeres Outfit: Er wurde schlanker und bekam Stirnfransen.

### Helmi auf RTL II
Ab 2002 gab es unabhängig vom Team des Arlequin-Theaters Helmi und seine Freunde auch als Zeichentrickfigur im deutschen Fernsehen mit ähnlichem Grundkonzept, neuer Signation und verändertem Design. RTL II zeigte wöchentlich eine Folge mit Hinweisen für sicheres Verhalten im Straßenverkehr und im Haushalt. Begleitend dazu gab es eine Website mit zusätzlichen Spielen und Informationen, auf der man auch alle bisher ausgestrahlten Folgen sehen konnte. Im Gegensatz zur österreichischen Serie änderte sich die Titelmelodie ein- bis zweimal pro Jahresstaffel. Ab der dritten Staffel war sie zwar wieder an den ursprünglichen Hauptslogan angelehnt, wurde aber in einer angepassten, sehr modernen Variante gebracht. Mittlerweile wurde Helmi durch die Ampelinis, eine neue Serie mit ähnlichem Konzept, ersetzt.